# K리그 영플레이어상
K리그 영플레이어상은 K리그에서 활약하는 선수 중 국내외 프로 리그에서 출전한 횟수가 3년 이내인 만 23세 이하의 북한국적, 해외동포를 포함한 대한민국 국적 선수를 대상으로 수여한다. 단, 해당 시즌 리그 경기 가운데 절반 이상을 출전한 선수만이 수상할 수 있다.
당초 신인선수상이라는 이름으로 해당 시즌 K리그에서 프로 무대에 데뷔한 선수를 대상으로 수여하는 상이 존재하였으나 폐지된 후 2013년부터 영플레이어상이 신설되었다.

## 신인선수상 수상자 (1985–2012)
| 시즌 | 이름     | 포지션        | 구단               |
| ---- | -------- | ------------- | ------------------ |
| 1985 | 이흥실   | 미드필더 (MF) | 포항제철 아톰즈    |
| 1986 | 함현기   | 공격수 (FW)   | 현대 호랑이        |
| 1987 | 김주성   | 공격수 (FW)   | 대우 로얄즈        |
| 1988 | 황보관   | 미드필더 (MF) | 유공 코끼리        |
| 1989 | 고정운   | 공격수 (FW)   | 일화 천마          |
| 1990 | 송주석   | 공격수 (FW)   | 현대 호랑이        |
| 1991 | 조우석   | 수비수 (DF)   | 일화 천마          |
| 1992 | 신태용   | 미드필더 (MF) | 일화 천마          |
| 1993 | 정광석   | 수비수 (DF)   | 대우 로얄즈        |
| 1994 | 최용수   | 공격수 (FW)   | LG 치타스          |
| 1995 | 노상래   | 공격수 (FW)   | 전남 드래곤즈      |
| 1996 | 박건하   | 공격수 (FW)   | 수원 삼성 블루윙즈 |
| 1997 | 신진원   | 미드필더 (MF) | 대전 시티즌        |
| 1998 | 이동국   | 공격수 (FW)   | 포항 스틸러스      |
| 1999 | 이성재   | 공격수 (FW)   | 부천 SK            |
| 2000 | 양현정   | 미드필더 (MF) | 전북 현대 모터스   |
| 2001 | 송종국   | 미드필더 (MF) | 부산 아이콘스      |
| 2002 | 이천수   | 공격수 (FW)   | 울산 현대 호랑이   |
| 2003 | 정조국   | 공격수 (FW)   | 안양 LG 치타스     |
| 2004 | 문민귀   | 미드필더 (MF) | 포항 스틸러스      |
| 2005 | 박주영   | 공격수 (FW)   | FC 서울            |
| 2006 | 염기훈   | 미드필더 (MF) | 전북 현대 모터스   |
| 2007 | 하태균   | 공격수 (FW)   | 수원 삼성 블루윙즈 |
| 2008 | 이승렬   | 공격수 (FW)   | FC 서울            |
| 2009 | 김영후   | 공격수 (FW)   | 강원 FC            |
| 2010 | 윤빛가람 | 미드필더 (MF) | 경남 FC            |
| 2011 | 이승기   | 미드필더 (MF) | 광주 FC            |
| 2012 | 이명주   | 미드필더 (MF) | 포항 스틸러스      |

## K리그1영플레이어상 수상자 (2013–현재)
| 시즌 | 이름   | 포지션        | 구단             |
| ---- | ------ | ------------- | ---------------- |
| 2013 | 고무열 | 미드필더 (MF) | 포항 스틸러스    |
| 2014 | 김승대 | 공격수 (FW)   | 포항 스틸러스    |
| 2015 | 이재성 | 미드필더 (MF) | 전북 현대 모터스 |
| 2016 | 안현범 | 미드필더 (MF) | 제주 유나이티드  |
| 2017 | 김민재 | 수비수 (DF)   | 전북 현대 모터스 |
| 2018 | 한승규 | 미드필더 (MF) | 울산 현대        |
| 2019 | 김지현 | 공격수 (FW)   | 강원 FC          |
| 2020 | 송민규 | 공격수 (FW)   | 포항 스틸러스    |
| 2021 | 설영우 | 수비수 (DF)   | 울산 현대        |
| 2022 | 양현준 | 공격수 (FW)   | 강원 FC          |
| 2023 | 정호연 | 미드필더 (MF) | 광주 FC          |
| 2024 | 양민혁 | 공격수 (FW)   | 강원 FC          |

## K리그2영플레이어상 수상자 (2020–현재)
| 시즌 | 이름   | 포지션        | 구단            |
| ---- | ------ | ------------- | --------------- |
| 2020 | 이동률 | 공격수 (FW)   | 제주 유나이티드 |
| 2021 | 김인균 | 공격수 (FW)   | 충남 아산 FC    |
| 2022 | 엄지성 | 미드필더 (MF) | 광주 FC         |
| 2023 | 안재준 | 공격수 (FW)   | 부천 FC         |
| 2024 | 서재민 | 공격수 (FW)   | 서울 이랜드     |

## 참고 자료
- K리그 공식 웹사이트 : 역대 개인상 수상자
- K리그 공식 웹사이트 : K리그 히스토리

## 같이 보기
- K리그 이달의 영플레이어상
- K리그 최우수선수상
- K리그 득점상
- K리그 도움상
- K리그 베스트 11
- K리그 감독상
- K리그 개인 수상 기록
- K리그 구단 수상 기록